# Nevjerni Toma
Nevjerni Toma je biblijska priča iz Novog zavjeta i naziv za skeptika koji odbija vjerovati bez izravnog osobnog iskustva, što je upućivanje na apostola Tomu, koji je odbio vjerovati da se uskrsli Isus ukazao desetorici ostalih apostola, dok se nije osobno mogao uvjeriti da je Isus uskrsnuo.
U umjetnosti, ova biblijska epizoda često se opisuje još od 5. stoljeća, a njen prikaz odražava niz teoloških tumačenja. Na slikovnim prikazima, apostol Toma obično se prikazuje kako dodiruje Isusove rane u susretu s njime. Najpoznatija slika na tu temu je Caravaggiov Nevjerni Toma. Slika je čvrsto koncentrirana, te oblikovana svjetlosnim obrisima četriju likova koji su blisko povezani nasuprot tamne pozadine. Blagi Isus i iznenađeni Toma se nalaze u prvom planu slike, dok Isus vodi Tominu desnu ruku u svoju ranu.
Katolička interpretacija priče o nevjernom Tomi jest da, iako Isus tvrdi da su u prednosti oni koji vjeruju bez materijalnih dokaza, on je ipak spreman pokazati Tomi svoje rane i dopustiti mu opipati ih da se osobno uvjeri. Katolički su teolozi ovo koristili kao biblijski poticaj za fizička iskustva poput hodočašća, štovanja relikvija i rituala u učvršćivanju kršćanskih vjerovanja.

## Galerija
- Reljef o nevjernom Tomi, Santo Dominigo del Silos
- Andrea del Verrocchio (1467.–1483.): Isus i Toma.
- Rembrandt
- Hendrick ter Brugghen, oko 1622.